# Christchurch Golf Club
De Christchurch Golf Club is de op een na oudste golfclub in Nieuw-Zeeland, die opgericht werd in 1873. De club beschikt over een 18-holes golfbaan en bevindt zich in Christchurch, Canterbury.

## Toernooien
De lengte van de baan is bij de heren 6309 meter met een course rating (CR) van 130 en een slope rating (SR) van 72,2. Voor de dames is de lengte van de baan 5476 meter met een CR van 130 en een SR van 74,7.
- New Zealand Open: 1910, 1921, 1925, 1931, 1935, 1950, 1956, 1964, 1968, 1974 & 1982[2][3]
- Eisenhower Trophy: 1990[2]
- New Zealand Amateur Championship: 2000[2]
- New Zealand Women’s Amateur Championship: 2005[2]